# Garamfő
Garamfő vagy Telgárt (szlovákul: Telgárt, korábban Švermovo) község Szlovákiában, a Besztercebányai kerületben, a Breznóbányai járásban.

## Fekvése
Breznóbányától 46 km-re keletre, Poprádtól 30 km-re délre, a Garam partján fekszik.

## Nevének eredete
Nevét onnan kapta, hogy a Garam forrásának közelében települt.

## Története
1326-ban említik először. A falu a 14. században keletkezett, a murányi uradalomhoz tartozott. A szepességi Miklós soltész alapította. Később a Koháryak birtoka volt. 1549-ben „Thygart”, 1566-ban „Tergharth”, 1573-ban „Thiergarth”, 1612-ben „Tergard”, 1650-ben „Telgard ”alakban említik. Lakói állattartással, juhtenyésztéssel, faárukészítéssel, idénymunkákkal foglalkoztak.
A 18. század végén Vályi András így ír róla: „TERGARD. Orosz, és tót falu Gömör Várm., lakosai többfélék, fekszik erdők, és kőszirtes helyek között; patakjában jó ízű halak vannak; határja leginkább zabot terem, réttye sovány, legelője elég, fája van, piatza 2, ’s 3 mértföldnyire; malma is van.”
1828-ban 126 házában 1323 lakosa élt.
Fényes Elek 1851-ben kiadott geográfiai szótárában így írja le: „Telgard (Thiergarten), orosz falu, Gömör és Kis-Honth egyesült vmegyékben, a Király hegye alatt.; zordon, hegyes vidéken: 59 romai, 1216 g. kath. lak. Görög kath. anyaszentegyház, Savanyuviz források. Határa csaknem egyedűl zabot terem; de a magas Királyhegye ide tartozván, szarvasmarhát, különösen pedig juhot sokat tarthat, s ennek teje fő tápláléka a népnek; faeszközöket is készit. A Garan vize itten veszi eredetét. F. u. h. Coburg. Ut. p. Rosnyó.”
Borovszky Samu monográfiasorozatának Gömör-Kishont vármegyét tárgyaló része szerint: „Telgárt, a Királyhegy alatt fekvő tót kisközség, körjegyzőségi székhely, 238 házzal és 1620 görög katholikus vallású lakossal. Hajdan a murányi vár tartozéka volt. A hagyomány szerint itt terült el IV. Béla király vadaskertje és a falu ez időbeli lakosai németek voltak. Német Thiergarten neve még a XVIII. században is közkeletű. A határában fekvő hatalmas Királyhegyet a monda Mátyás király vadászterületének tudja. A község Szécsi Mária idejében zálogjogon a Thököly István kezére került. Később a Koháryak kapták s róluk a Coburg herczegi családra szállott, melynek itt most is nagy erdőbirtoka, erdőgondnoksága és az ide tartozó Pusztamezőn gőzfürésze, továbbá egy régibb és újabb vadászkastélya van, mely utóbbiban gyakran meg szokott fordulni a mostani bolgár fejedelem és gyakran hosszabb időt tölt ott. A község határában ered a Garam és a Gölnicz patak. E községben fogták el 1549-ben Basó Mátyást, a murányi várnak rabló hajlamai miatt rettegett urát. A község lakosai Koháry István alatt vették fel a gör. katholikus vallást. A görög katholikus templomot Koháry Ferencz építtette 1794-ben. Pusztamezőn kívül még Fülöp puszta is ide tartozik. A község postája Vereskő, távírója Pohorella és vasúti állomása Dobsina vagy Murány.”
A trianoni diktátumig Gömör-Kishont vármegye Garamvölgyi járásához tartozott.
1944 szeptemberében a németek megtorlásul felégették. 1948 és 1990 között Jan Šverma jogász, kommunista újságíró és politikus nevét viselte.

## Népessége
| Év:            | 1994. | 2004.   | 2014.   | 2024.   |
| -------------- | ----- | ------- | ------- | ------- |
| Emberek száma: | 1630  | 1531    | 1530    | 1506    |
| Eltérés:       |       | -6,07 % | -0,06 % | -1,56 % |

| Év:            | 2023. | 2024.   |
| -------------- | ----- | ------- |
| Emberek száma: | 1525  | 1506    |
| Eltérés:       |       | -1,24 % |

1880-ban 1301 lakosából 22 magyar és 1265 szlovák anyanyelvű volt.
1890-ben 1502 lakosából 11 magyar és 1445 szlovák anyanyelvű volt.
1900-ban 1620 lakosából 41 magyar és 1522 szlovák anyanyelvű volt.
1910-ben 1494 lakosából 30 magyar és 1408 szlovák anyanyelvű volt.
1921-ben 1505 lakosából 15 magyar, 1-1 német és zsidó, 1456 csehszlovák, 13 egyéb nemzetiségű és 19 állampolgárság nélküli volt.
1930-ban 1635 lakosából 1 magyar, 4 német, 5 ruszin, 1620 csehszlovák és 5 állampolgárság nélküli volt. Ebből 1456 görög katolikus, 146 római katolikus, 19 evangélikus, 8 izraelita, 1 református és 5 egyéb vallású volt.
1970-ben 2089 lakosából 2087 szlovák volt.
1980-ban 1863 lakosából 1856 szlovák volt.
1991-ben 1650 lakosából 484 cigány, 1-1 cseh és morva és 1163 szlovák volt. Ebből 971 görög katolikus, 110 római katolikus, 52 izraelita, 8 evangélikus, 142 nem vallásos és 367 egyéb vallású volt.
2001-ben 1539 lakosából 137 cigány és 1389 szlovák volt.
2011-ben 1548 lakosából 449 cigány és 1023 szlovák volt.
2021-ben 1499 lakosából 159 (+56) cigány, 1194 szlovák és 143 ismeretlen nemzetiségű volt.

## Híres személyek
- Itt hunyt el Atanáz Karczub pedagógus.

## Nevezetességei
- A Szentháromság tiszteletére szentelt, görögkatolikus templom 1784-ben épült. Építtetője Koháry Ferenc volt.
- Jellegzetes népviselete van, mely a mai napig is látható.
- Környéke rendkívül gazdag természeti szépségekben, téli sportokhoz kitűnően alkalmas.
- A mondabeli híres hegy, a Király-hegy alatt települt.
- A faluban két gipsztartalmú ásványvízforrás található.
- Az egyházi és népzenei kórusok fesztiválját augusztusban rendezik meg.
- A Margitfalva-Besztercebánya vasútvonal a település határában a szintkülönbséget önmaga felett áthaladva, alagút és viadukt segítségével küzdi le.

## Külső hivatkozások
- Községinfó
- Garamfő Szlovákia térképén
- Az Alacsony-Tátra honlapján
- Tourist-channel.sk